# 김정진
김정진(金井鎭,1886년 ~ 1936년)은 대한민국의 극작가·연출가로 서울에서 태어났다. 호는 운정(雲汀)이다. 일본의 도쿄고등상업학교에서 2년간 수업하고 약 3년간 시마무라(島村抱月)의 문하생으로 극문학을 본격적으로 연구했다. 1920년 이후 귀국하여 <동아일보> <시대일보>의 기자와 도쿄 호치신문사(報知新聞社) 조선 특파원과 <경성일보> 특파원을 역임했다. 1933년에는 조선 방송협회 제2과장에 취임하여 재직 중 사망했다. 그는 언론인으로서보다도 극작가로서 더 유명하며, 몇 편의 연극론과 함께 그가 남긴 희곡작품으로는 <십오분 간> <꿈> <잔설> <냉소> <약수풍경> 등이 있고, 장편소설로서 <독와사>가 전한다.